# Bukovica Mala (miasto Doboj)
Bukovica Mala (cyr. Буковица Мала) – wieś w Bośni i Hercegowinie, w Republice Serbskiej, w mieście Doboj. W 2013 roku liczyła 752 mieszkańców.